# Département de Saint-Louis
Pour les articles homonymes, voir Saint-Louis.
Le département de Saint-Louis est l'un des 46 départements du Sénégal et l'un des 3 départements de la région de Saint-Louis, dans le nord-ouest du pays.

## Organisation territoriale
Le chef-lieu est la ville de Saint-Louis qu'il circonscrit.

### Arrondissements
Le département de Saint-Louis ne comprend qu'un seul arrondissement, l'arrondissement de Rao.

### Communes
Les localités ayant le statut de commune sont :
- Saint-Louis
- Mpal
- Fass Ngom
- Gandon
- Gandiol

## Géographie

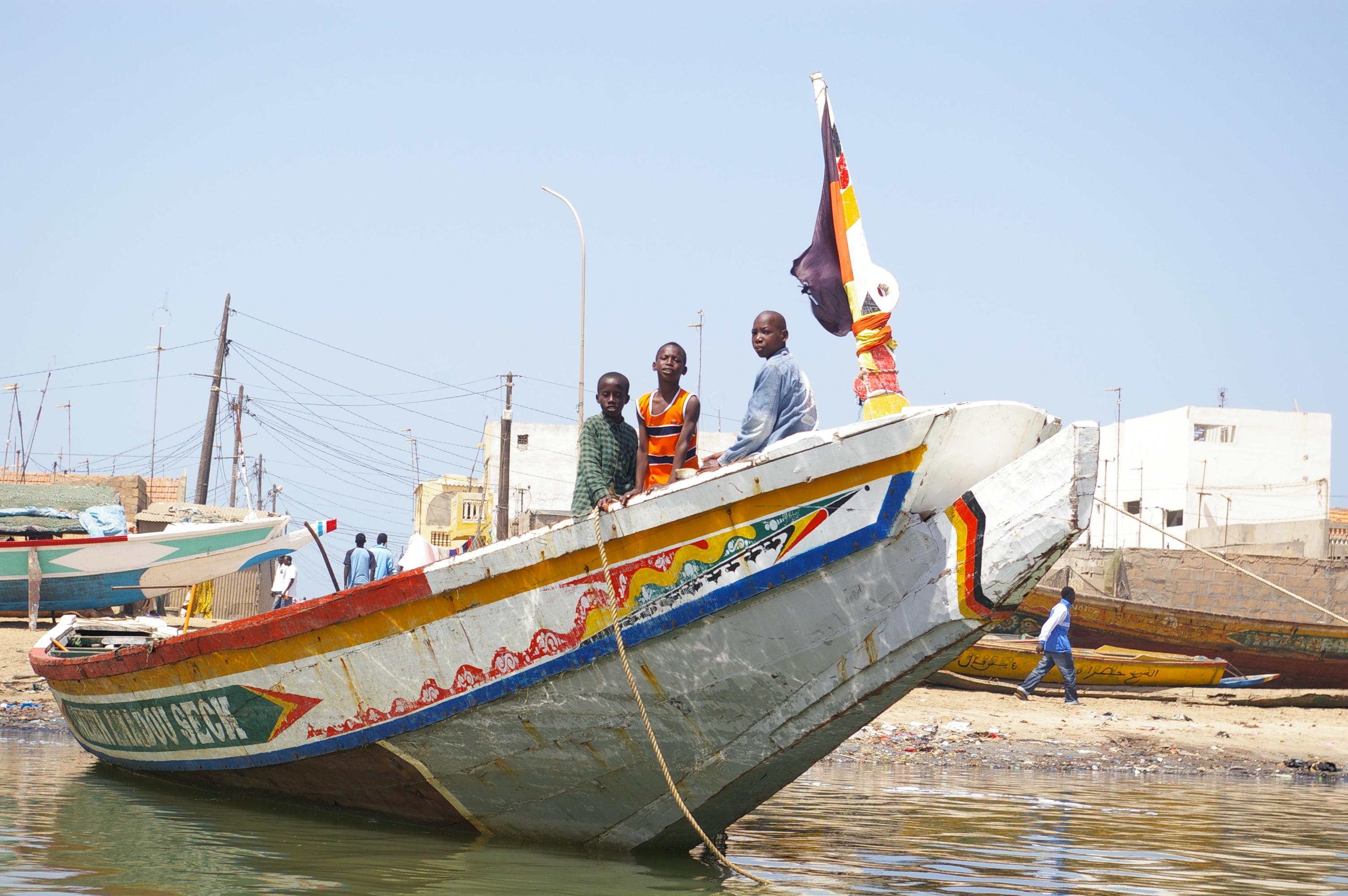
Saint-Louis

### Population
Lors du recensement de 2002, la population était de 212 560 habitants. En 2005, elle était estimée à 226 977 personnes. 